# Walt Whitman-díj
A Walt Whitman-díj  (Walt Whitman Award) egy irodalmi díj az Egyesült Államokban, melyet az Academy of American Poets (Amerikai Költők Akadémiája) oszt ki minden évben a legjobb olyan amerikai költőnek, aki azelőtt még sohasem adott ki verseskötetet.  A díjat Walt Whitman, amerikai költőről nevezték el. Az először 1975-ben kiosztott díj mellé 5000$ készpénz is jár, valamint egy egy hónapos tartózkodást a Vermont Studio Center speciális művésztelepén. A louisianai állami egyetem kiadója (Louisiana State University Press) jelenleg rendszeresen kiadja a nyertes kéziratot, melyet minden alkalommal egy neves költő választ ki. Az akadémia megvásárolja a költő könyvét néhány példányszámban és tagjainak is küld belőlük. A nyerteseket májusban szokták kihirdetni.
A 2007-es év döntő bírája  August Kleinzahler volt.

## Díjazottak
2013: Chris Hosea, Put Your Hands In (LSU Press)
2012: Matt Rasmussen,  Black Aperture (LSU Press)
2011: Elana Bell, Eyes, Stones (LSU Press)
2010: Carl Adamshick , Curses and Wishes  (LSU Press)
2009: J. Michael Martinez, Heredities (LSU Press)
2008: Jonathan Thirkield, The Waker's Corridor (LSU Press)
2007: Sally Van Doren, Sex at Noon Taxes (LSU Press)
2006: Anne Pierson Wiese, Floating City (LSU Press)
2005: Mary Rose O’Reilley, Half Wild (LSU Press)
2004: Geri Doran, Resin (LSU Press)
2003: Tony Tost, Invisible Bride (LSU Press)
2002: Sue Kwock Kim, Notes from the Divided Country (LSU Press)
2001: John Canaday, The Invisible World (LSU Press)
2000: Ben Doyle, Radio, Radio (LSU Press)
1999: Judy Jordan, Carolina Ghost Woods (LSU Press)
1998: Jan Heller Levi, Once I Gazed at You in Wonder (LSU Press)
1997: Barbara Ras, Bite Every Sorrow (LSU Press)
1996: Joshua Clover, Madonna anno domini (LSU Press)
1995: Nicole Cooley, Resurrection (LSU Press)
1994: Jan Richman, Because the Brain Can Be Talked into Anything (LSU Press)
1993: Alison Hawthorne Deming, Science and Other: Poems (LSU Press)
1992: Stephen Yenser, The Fire in All Things (LSU Press)
1991: Greg Glazner, From the Iron Chair (W. W. Norton)
1990: Elaine Terranova, The Cult of the Right Hand (Doubleday)
1989: Martha Hollander, The Game of Statues (Atlantic Monthly Press)
1988: April Bernard, Blackbird Bye Bye (Random House)
1987: Judith Baumel, The Weight of Numbers (Wesleyan U. Press)
1986: Chris Llewellyn, Fragments from the Fire (Viking)
1985: Christianne Balk, Bindweed (Macmillan)
1984: Eric Pankey, For the New Year (Atheneum)
1983: Christopher Gilbert, Across the Mutual Landscape (Graywolf Press)
1982: Anthony Petrosky, Jurgis Petraskas (Louisiana State University Press)
1981: Alberto Ríos, Whispering to Fool the Wind (Sheep Meadow Press)
1980: Jared Carter, Work, for the Night is Coming (Macmillan)
1979: David Bottoms, Shooting Rats at the Bibb County Dump (Morrow)
1978: Karen Snow, Wonders (Viking)
1977: Lauren Shakely, Guilty Bystander (Random House)
1976: Laura Gilpin, The Hocus-Pocus of the Universe (Doubleday)
1975: Reg Saner, Climbing into the Roots (Harper & Row)

## Külső hivatkozások
- A Walt Whitman-díj oldala angolul.